# ワワサン2020
ワワサン2020（Wawasan 2020）は、1991年に発表されたマレーシアの長期開発計画。年率7%の経済成長により2020年までにマレーシアを先進国にすることを目標としている。日本語では2020年ビジョンと表記する場合もある。

## 背景
1969年に5月13日事件が起こり、マレーシアの開発政策は自由放任政策から開発主義に転換した。暴動が発生した原因は民族間の経済格差だとされ、1971年から1990年までブミプトラの経済的地位向上を目指すブミプトラ政策が実施された。この政策はマハティール・ビン・モハマド政権に引き継がれ、1999年時点で政策目標は達成されなかったもののマレー人の経済的地位は改善された。だが、ブミプトラ以外の国民の中ではブミプトラ優先政策に対する不満が高まっていた。1991年2月28日、マレーシア政府・財界協議会の発足に際してマハティール首相が「マレーシアの前途」と題して講演を行い、今後30年間でマレーシアを全面的に発展した先進国とする必要があると語った。この講演の内容が、後にワワサン2020と称されるようになり、ブミプトラ政策に代わる新たな開発政策となった。
小野沢純はワワサン2020の主なねらいとして、以前のブミプトラを中心とした政策を修正して民族問わず全てのマレーシア国民が豊かな生活をできるようにすること、マレーシアの経済構造をさらに高度化させることをあげている。ブミプトラ政策により、華人などブミプトラ以外の民族の中では放置できないほどの不満が生じていた。また、マレー人の経済力は強化されたもののブミプトラ政策による影響が大きく、マレー人が自立して発展するまでには至っていなかった。加えて、ブミプトラ政策によりマレー人の中で格差が発生し、経済不振となった1980年代から政策の恩恵を受けられないマレー人が反マハティール派を形成した。小野沢によれば、その結果として1987年に統一マレー国民組織から反マハティール派が分裂して46年精神党を結党した。

## 内容

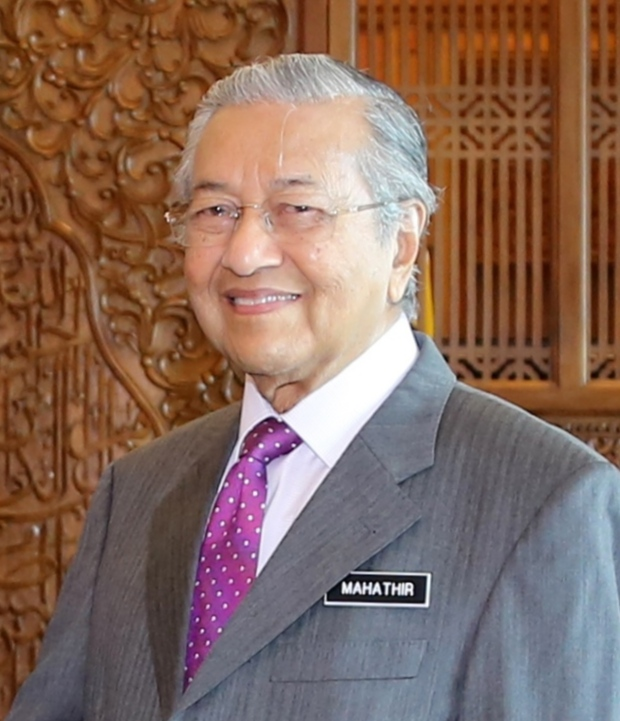
マハティール・ビン・モハマド

マハティール・ビン・モハマド首相は、マレーシアを国民の統一と社会のまとまり、経済、社会正義、政治的安定、政府のシステム、生活の質、社会的・精神的価値観、国民としての誇りと自信などの点において全面的に発展した先進国とする必要があると語り、またこれは実現可能な目標だと主張した。

### 戦略的課題
ワワサン2020ではマレーシア独立以来の課題、マレーシアの全面的発展のために克服すべき課題として以下の9つの戦略的課題を掲げている。
1. 統一されたマレーシア国民の形成[4]。
2. 心理的に開放され、安定し、発達したマレーシア社会の創造[4]。
3. 成熟し、合意を基礎とし、コミュニティに根差したマレーシア民主主義を実践する社会の育成と発展[4]。
4. 全面的に道徳的・倫理的な社会の確立[4]。
5. 肌の色と信条が異なる全てのマレーシア人が、各々の生活習慣、宗教、文化を自由に実践・表現し、かつ一つの国民として帰属意識をもつような寛容な社会の確立[4]。
6. 科学的・進歩的な社会の確立[4]。
7. 国民の福祉が国家や個人ではなく家族制度を軸として成立するような配慮のある社会と分化の確立[4]。
8. 経済的に公正な社会の確保[4]。
9. 全面的に競争的で強力な経済を有する繁栄した社会の確立[4]。

## 進捗
マレーシアではワワサン2020発表以前の1988年から高度経済成長が始まっており、1997年まで毎年8%台の経済成長が続いた。1997年にはアジア通貨危機が起きたものの、2000年時点で毎年7%の経済成長と1人あたり所得の倍増を達成した。
2018年6月、マハティール首相は日本経済新聞社の第24回国際交流会議「アジアの未来」で講演を行い、2020年までの達成は不可能だとする見解を述べた。2003年に首相を退任した時点では、彼はマレーシアが2020年までに先進国入りを果たせると考えていた。だがその後、後任の首相らは政策を変更した。マハティール首相は政策が適切ではないことが分かったと語っており、2025年までなら達成できるかもしれないと述べている。